# Playa de Chilches
La Playa de Chilches es una playa de Vélez-Málaga, en la Costa del Sol de la provincia de Málaga, Andalucía, España. Se trata de una playa semiurbana de arena oscura y oleaje moderado situada en el núcleo de Chilches. Tiene unos 2.500 metros de longitud y unos 25 metros de anchura media, aunque esta varía enormemente de unos lados a otros. Es una playa con un grado medio de ocupación y con sólo servicios básicos.